# Ляды (Клинцовский район)
Ляды — посёлок в Клинцовском районе Брянской области, в составе Смотровобудского сельского поселения.

## География
Находится в западной части Брянской области, на расстоянии приблизительно 9 км на юг-юго-восток по прямой от железнодорожного вокзала станции Клинцы.

## История
Упоминался с 1930-х годов. На карте 1941 года отмечен как поселение с 35 дворами.

## Население
Численность населения: 14 человек (2002), 2 человек (2010), 5 человек (2013).
Будет упразднен как фактически не существующий в связи с переселением всех жителей на постоянное место жительства в другие населённые пункты